# Gustaf Lindström (militär)

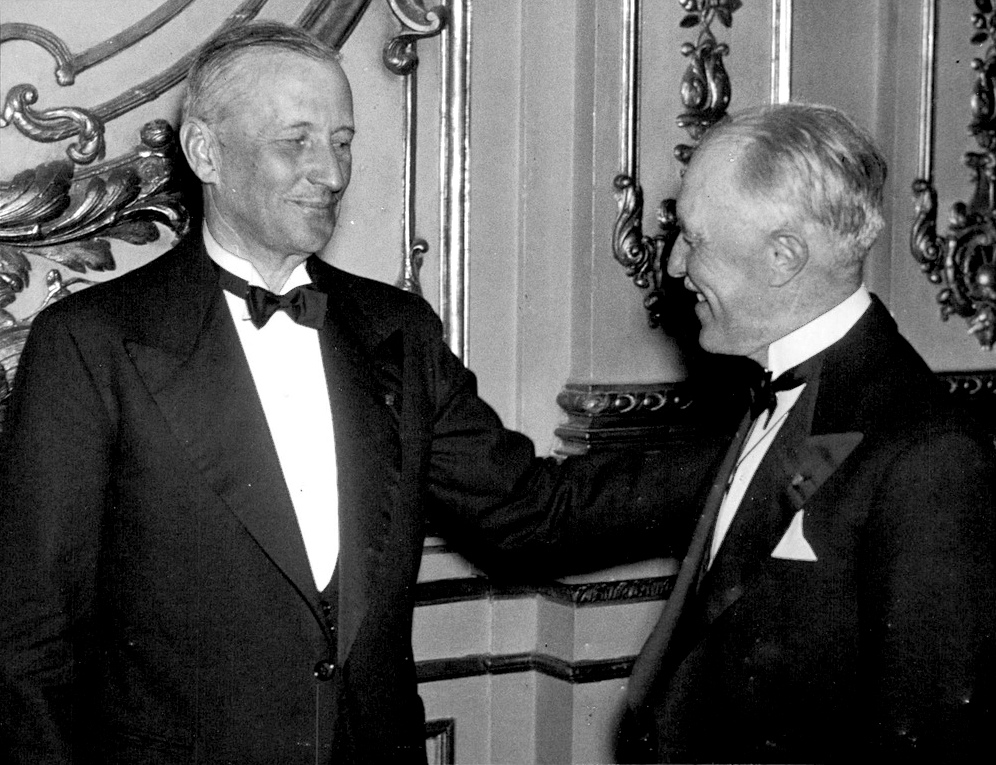
John Nauckhoff (till vänster) hälsar sin efterträdare som ordförande för Sveriges landstormsföreningars centralförbund, generalmajor Gustaf Lindström.

Gustaf Lindström, född 11 september 1877 i Umeå, Västerbottens län, död 6 december 1959 i Engelbrekts församling, Stockholm, var en svensk militär och affärsman.
Lindström blev underlöjtnant vid Västerbottens regemente 1897, extra intendent vid Intedenturkåren 1901, major 1916 och överste på reservstat 1923. Lindström var 1904–1909 regementsintendent vid Södra skånska infanteriregementet och 1913–1916 lärare vid Krigsskolan. Han ägnade stort intresse åt landstorms- och skytterörelserna och var från 1925 ordförande i Sveriges landstormsföreningars centralförbus verkställande utskott samt från 1928 ordförande i Stockholms skytteförbund. Från 1920 var Lindström VD i Militärekiperingsaktiebolaget samt från 1910 utgivare av Svensk intendenturtidskrift.
Lindström blev 1937 befordrad till generalmajor.
Åren 1939–1947 var han ordförande i Föreningen Armé- Marin- och Flygfilm.
Gustaf Lindström är begravd på Norra begravningsplatsen utanför Stockholm.